# Isla Altamura
Isla Altamura är en ö i Mexiko. Den ligger i delstaten Sinaloa, i den västra delen av landet. Arean är 77 kvadratkilometer.